# Corobăi
Corobăi – wieś w Rumunii, w okręgu Gorj, w gminie Drăgotești. W 2011 roku liczyła 797 mieszkańców.